# Ə
Cette page contient des caractères spéciaux ou non latins. S’ils s’affichent mal (▯, ?, etc.), consultez la page d’aide Unicode.
Ne doit pas être confondu avec le terme schwa ou la lettre cyrillique schwa Ә.
Ə (minuscule ə), appelée schwa, ou Ǝ (minuscule ǝ), appelée E culbuté, est une lettre additionnelle de l’alphabet latin.
Elle est utilisée avec la capitale ‹ Ə › dans l’écriture de l’azéri, du gottscheerish, dans l’écriture standardisée de plusieurs langues camerounaises comme l’awing, le bafut, le bana, le bangolan, le dii, l’ewondo, le kemezung, le kanouri (Cameroun et Tchad), le kwanja, le lamnso’, le mfumte, le mundani, le ngwe, l’ouldémé, le pinyin, le swo ou le yamba, au Tchad pour le barma ; dans l’écriture du zandé ; ainsi que dans l’écriture du comox, du halkomelem et du thompson au Canada, hupda en Colombie, du pentagouet et du tillamook aux États-Unis, du zapotèque de Yatzachi au Mexique.
Elle est utilisée avec la capitale ‹ Ǝ › dans l’écriture de langues d’Afrique de l’ouest comme l’akébou (Togo et Ghana), l’ikposso, le kanouri (Niger et Nigeria), le lama, le ngizim, le tamasheq, le tchourama et le yom, ainsi qu’au Canada dans l’écriture de l’esclave du Nord. Sa forme minuscule est également utilisée par l’alphabet phonétique international pour représenter une voyelle moyenne centrale.

## Linguistique
Un e culbuté est utilisé dans l’alphabet anglais proposé par William Thornton dans Cadmus publié en 1793.
Johann Andreas Schmeller semble être le premier à utiliser le e culbuté pour représenter le son du schwa, dans sa grammaire bavaroise Die Mundarten Bayerns: grammatisch dergestellt publié en 1821 et dans son dictionaire bavarois Bayerisches Wörterbuch publié en 1827. Ludwig Aurbacher l’utilise aussi dans son ouvrage en haut souabe Schriftproben in oberschwäbischer Mundart publié en 1841. Karl Moritz Rapp utilise aussi le e culbuté pour le schwa en 1836.
À la fin du XIXe siècle, le e culbuté est utilisé comme symbole phonétique dans l’alphabet dialectal suédois de Johan August Lundell, dans la transcription Dania d’Otto Jespersen, la transcription du Glossaire des patois de la Suisse romande, la transcription Lyttkens-Wulff, la transcription Norvegia, la transcription phonétique d’Otto Bremer, le Palaeotype d’Alexander John Ellis, l’alphabet romique de Henry Sweet ainsi que l’alphabet phonétique international.

### Azéri
En azéri, dans l'alphabet latin adopté peu après l'indépendance de l'Azerbaïdjan dans les années 1990, la lettre Ə correspond à une voyelle basse supérieure antérieure non arrondie, représentée par /æ/ dans l'alphabet phonétique international. La lettre ə a été utilisé dans l’alphabet latin de 1922 et dans l’alphabet latin de 1933, étant aussi utilisée dans le Yanalif ou encore l’Alphabet nordique unifié. Les alphabets cyrilliques de 1939 et de 1958 ont utilisé sa lettré équivalente cyrillique ә. L’alphabet latin de 1991 utilise initialement la lettre ä mais celle-ci est remplacée par le ə en 1992.
Dans l'ordre alphabétique, Ə est placée entre le E et le F et est donc la 7e lettre de l'alphabet azéri (le Ç étant la quatrième entre C et D).

### Alphabet phonétique international
L'alphabet phonétique international utilise la forme minuscule [ə] pour représenter une voyelle moyenne centrale.
Certains auteurs utilisent la majuscule /Ə/ pour représenter un archiphonème, par exemple Andrei Avram (ro) pour représenter l’archiphonème des voyelles /a e ɛ ə/.

### Tchétchène
Ə est également utilisé dans l'alphabet latin tchétchène, ainsi que dans la translittération latine de l'avestique (qui utilise un ə̄ diacrité par un macron pour représenter la voyelle longue correspondante).

### Langues africaines
La forme capitale Ə est utilisée dans :
- l’alphabet international africain ;
- l’alphabet général des langues camerounaises, par exemple : dans l’alphabet gude ou l’alphabet kanouri au Cameroun ;
- l’alphabet national tchadien.

La forme capitale Ǝ est utilisée dans :
- l’alphabet africain de référence ;
- l’alphabet des langues nationales du Bénin, notamment en anii ou en yom ;
- l’alphabets et règles d'orthographe des langues nationales du Mali, notamment en tamasheq ;
- l’alphabet national burkinabè, notamment en tchourama ;
- l’alphabet national guinéen, notamment en kpèllé ;
- l'alphabet pan-nigérian, notamment en kanouri (aussi au Niger) ;
- l’alphabet scientifique des langues du Gabon.

Ces alphabets sont historiquement basées sur l'alphabet international africain, qui lui utilise Ə.

### Italien
En italien, le schwa est proposé depuis 2015 comme une terminaison non genrée dans l'écriture inclusive, à la place des terminaisons masculines (o) et féminines (a) au singulier : « benvenutə ». Au pluriel, c'est la forme longue du schwa qui peut être utilisée (ɜ) : « Tara e Violet si sono appena conosciutɜ ».

### Otomi
Le e culbuté a été utilisé dans l’orthographe otomie utilisée dans Catecismo y declaracion de la doctrina cristiana en lengua otomí publié par Joaquín López Yepes en 1826.

## Mathématiques
Le symbole ‹ ∃ › est le symbole du quantificateur existentiel en mathématiques et se prononce alors « il existe » .

## Graphie
La graphie de Ə est basée sur celle d'un E latin minuscule retourné. Les formes capitales et minuscules sont similaires et ne diffèrent que par leur taille.
En écriture manuscrite azérie, sa majuscule a parfois la même forme que la lettre  Э,.

## Variantes et formes
| Majuscule | Minuscule | Description |
| --------- | --------- | --- |
|           |           | Formes où la majuscule est basée sur une minuscule agrandie et la minuscule est basée sur un e minuscule tourné. |
|           |           | Formes où la majuscule est basée sur un E majuscule tourné et la minuscule sur un e minuscule tourné.            |
|           |           | Formes où la majuscule est basée sur un E majuscule réfléchi et la minuscule sur un e minuscule tourné.          |

## Représentation informatique
Le schwa et e culbuté peuvent être représentés avec les caractères Unicode (latin étendu B, Alphabet phonétique international) suivants :
| formes             | représentations | chaînes de caractères | points de code | descriptions                             |
| ------------------ | --------------- | --------------------- | -------------- | ---------------------------------------- |
| capitale           | Ə               | Ə                     | U+018F         | lettre majuscule latine schwa            |
| minuscule          | ə               | ə                     | U+0259         | lettre minuscule latine schwa            |
| exposant           | ᵊ               | ᵊ                     | U+1D4A         | lettre modificative minuscule schwa      |
| indice             | ₔ               | ₔ                     | U+2094         | indice lettre minuscule latine schwa     |
| capitale           | Ǝ               | Ǝ                     | U+018E         | lettre majuscule latine e réfléchi       |
| minuscule          | ǝ               | ǝ                     | U+01DD         | lettre minuscule latine e culbuté        |
| exposant majuscule | ᴲ               | ᴲ                     | 1D32           | lettre modificative majuscule e réfléchi |

Le symbole phonétique ɘ U+0258 lettre minuscule latine e réfléchi (latin small letter reversed E) n’est pas la minuscule de Ǝ U+018E lettre majuscule latine e réfléchi (latin capital letter reversed E).